# Europäisches Olympisches Sommer-Jugendfestival 2025/Volleyball
Die Wettkämpfe im Volleyball beim Europäischen Olympischen Sommer-Jugendfestival 2025 in Skopje finden vom 21. bis zum 26. Juli 2025 statt.

## Bilanz

### Medaillenspiegel
| Platz  | Land       | Gold | Silber | Bronze | Gesamt |
| ------ | ---------- | ---- | ------ | ------ | ------ |
| 1      | Polen      | 1    | –      | 1      | 2      |
| 2      | Türkei     | 1    | –      | –      | 1      |
| 3      | Italien    | –    | 1      | 1      | 2      |
| 4      | Frankreich | –    | 1      | –      | 1      |
| Gesamt | Gesamt     | 2    | 2      | 2      | 6      |

### Medaillengewinner
| Disziplin | Gold | Silber | Bronze |
| --------- | --- | --- | --- |
| Jungen    | PolenPaweł Guzy Bartosz Hoffmann Mikołaj Kierkowski Maciej Korona Oliwier Kuropatwa Karol Leppert Marcel Schadach Adam Potempa Wiktor Raczyński Bartosz Sawicki Michał Smętek Alan Stachowiak | FrankreichMatteo Mrozek Arthur Sentenac Téo André-Ginoulhac Shad Jeanlys Gabriel Cissé Louka Logeais Tugi Kaikilekofe-Tupou Lilian Julien Timéo Louchet Titouan Puig Joa Logeais Eliott Brunet    | ItalienGabriele Arcifa Pietro Bevilacqua Martino Bigozzi Vittorio Bonandrini Diego Bussolari Gioele Costa Francesco Crosato Riccardo Della Ventura Gioele Imperato Nicola Massari Pietro Valgiovio Edoardo Trotta |
| Mädchen   | TürkeiAylin Uysalcan Melis Başaran Zeynep Altıntaş Öykü Saruhan Ceyda Kuyan Ceyda Ünsal Minel Özen Günce Karaağın Güz Özerol Sude Naz Şentürk Dila Karaboğa Ceylin Kuyan                      | ItalienStella Caruso Alice Guerra Vanessa Hernandez Alessia Manda Sara Grossi Stella Cornelli Julia Gordon Miranda Zanella Virginia Di Napoli Perla Massaglia Arianna Bovolenta Lisa Monari Gamba | PolenJulia Kędzierska Gabriela Biesek Maja Bieniecka Jagna Grosicka Nadia Łuszyńska Michalina Sikora Weronika Janusz Julia Figura Antonina Pawłowska Kinga Piśniak Nelly Adamczewska Maria Minkiewicz             |

## Junge

### Vorrunde
| Datum         | Uhrzeit | Begegnung      | Begegnung      | Ergebnis |
| ------------- | ------- | -------------- | -------------- | -------- |
| 21. Juli 2025 | 09:30   | Slowenien      | Belgien        | 1:3      |
| 21. Juli 2025 | 12:00   | Finnland       | Polen          | 1:3      |
| 21. Juli 2025 | 15:30   | Tschechien     | Italien        | 0:3      |
| 21. Juli 2025 | 18:00   | Nordmazedonien | Frankreich     | 0:3      |
| 22. Juli 2025 | 09:30   | Finnland       | Tschechien     | 0:3      |
| 22. Juli 2025 | 12:00   | Belgien        | Frankreich     | 0:3      |
| 22. Juli 2025 | 15:30   | Polen          | Italien        | 3:0      |
| 22. Juli 2025 | 18:00   | Slowenien      | Nordmazedonien | 3:0      |
| 23. Juli 2025 | 09:30   | Polen          | Tschechien     | 2:3      |
| 23. Juli 2025 | 12:00   | Frankreich     | Slowenien      | 1:3      |
| 23. Juli 2025 | 15:30   | Finnland       | Italien        | 0:3      |
| 23. Juli 2025 | 18:00   | Belgien        | Nordmazedonien | 3:0      |

### Hauptrunde

#### Platzierungsspiele
|  | Platzierungsrunde | Platzierungsrunde | Platzierungsrunde |  |         | Spiel um Platz 5 | Spiel um Platz 5 | Spiel um Platz 5 |
|  |                   |                   |                   |  |         |                  |                  |                  |
|  |                   |                   |                   |  |         |                  |                  |                  |
|  |                   | Belgien           | 3                 |  |         |                  |                  |                  |
|  |                   | Finnland          | 0                 |  |         |                  |                  |                  |
|  |                   |                   |                   |  | Belgien |                  |                  |                  |
|  |                   |                   |                   |  |         | Tschechien       |                  |                  |
|  |                   | Tschechien        | 3                 |  |         |                  |                  |                  |
|  |                   | Nordmazedonien    | 0                 |  |         | Spiel um Platz 7 | Spiel um Platz 7 | Spiel um Platz 7 |
|  |                   |                   |                   |  |         |                  | Finnland         |                  |
|  |                   | Nordmazedonien    |                   |  |         |                  |                  |                  |
|  |                   |                   |                   |  |         |                  |                  |                  |

#### Finalspiele
|  | Halbfinale | Halbfinale | Halbfinale |  |            | Finale          | Finale          | Finale          |
|  |            |            |            |  |            |                 |                 |                 |
|  |            |            |            |  |            |                 |                 |                 |
|  |            | Frankreich | 3          |  |            |                 |                 |                 |
|  |            | Italien    | 0          |  |            |                 |                 |                 |
|  |            |            |            |  | Frankreich |                 |                 |                 |
|  |            |            |            |  |            | Polen           |                 |                 |
|  |            | Polen      | 3          |  |            |                 |                 |                 |
|  |            | Slowenien  | 2          |  |            | Spiel um Bronze | Spiel um Bronze | Spiel um Bronze |
|  |            |            |            |  |            |                 | Italien         |                 |
|  |            | Slowenien  |            |  |            |                 |                 |                 |
|  |            |            |            |  |            |                 |                 |                 |

## Mädchen

### Vorrunde
| Datum         | Uhrzeit | Begegnung      | Begegnung      | Ergebnis |
| ------------- | ------- | -------------- | -------------- | -------- |
| 21. Juli 2025 | 09:30   | Slowenien      | Türkei         | 0:3      |
| 21. Juli 2025 | 12:00   | Ungarn         | Polen          | 3:1      |
| 21. Juli 2025 | 15:30   | Kroatien       | Deutschland    | 2:3      |
| 21. Juli 2025 | 18:00   | Nordmazedonien | Italien        | 0:3      |
| 22. Juli 2025 | 09:30   | Ungarn         | Kroatien       | 3:0      |
| 22. Juli 2025 | 12:00   | Türkei         | Italien        | 1:3      |
| 22. Juli 2025 | 15:30   | Polen          | Deutschland    | 3:1      |
| 22. Juli 2025 | 18:00   | Slowenien      | Nordmazedonien | 3:0      |
| 23. Juli 2025 | 09:30   | Polen          | Kroatien       | 3:0      |
| 23. Juli 2025 | 12:00   | Italien        | Slowenien      | 3:0      |
| 23. Juli 2025 | 15:30   | Ungarn         | Deutschland    | 0:3      |
| 23. Juli 2025 | 18:00   | Türkei         | Nordmazedonien | 3:0      |

### Hauptrunde

#### Platzierungsspiele
|  | Platzierungsrunde | Platzierungsrunde | Platzierungsrunde |  |           | Spiel um Platz 5 | Spiel um Platz 5 | Spiel um Platz 5 |
|  |                   |                   |                   |  |           |                  |                  |                  |
|  |                   |                   |                   |  |           |                  |                  |                  |
|  |                   | Slowenien         | 3                 |  |           |                  |                  |                  |
|  |                   | Kroatien          | 0                 |  |           |                  |                  |                  |
|  |                   |                   |                   |  | Slowenien |                  |                  |                  |
|  |                   |                   |                   |  |           | Deutschland      |                  |                  |
|  |                   | Deutschland       | 3                 |  |           |                  |                  |                  |
|  |                   | Nordmazedonien    | 0                 |  |           | Spiel um Platz 7 | Spiel um Platz 7 | Spiel um Platz 7 |
|  |                   |                   |                   |  |           |                  | Kroatien         |                  |
|  |                   | Nordmazedonien    |                   |  |           |                  |                  |                  |
|  |                   |                   |                   |  |           |                  |                  |                  |

#### Finalspiele
|  | Halbfinale | Halbfinale | Halbfinale |  |         | Finale          | Finale          | Finale          |
|  |            |            |            |  |         |                 |                 |                 |
|  |            |            |            |  |         |                 |                 |                 |
|  |            | Italien    | 3          |  |         |                 |                 |                 |
|  |            | Polen      | 1          |  |         |                 |                 |                 |
|  |            |            |            |  | Italien |                 |                 |                 |
|  |            |            |            |  |         | Türkei          |                 |                 |
|  |            | Ungarn     | 0          |  |         |                 |                 |                 |
|  |            | Türkei     | 3          |  |         | Spiel um Bronze | Spiel um Bronze | Spiel um Bronze |
|  |            |            |            |  |         |                 | Polen           |                 |
|  |            | Ungarn     |            |  |         |                 |                 |                 |
|  |            |            |            |  |         |                 |                 |                 |